# Marina Squerciati
Marina Teresa Squerciati (Nova Iorque, 30 de abril de 1984) é uma atriz americana. Atualmente seu principal papel é na série Chicago, P. D. como a oficial Kim Burgess.

## Vida pessoal
Squerciati cresceu em Nova York e se formou na Northwestern University com uma licenciatura em Teatro. Em 15 de fevereiro de 2017 ela anunciou que estava grávida através de sua conta no Twitter, dando a luz a sua filha em maio do mesmo ano.

## Carreira

### Teatro
Por seu trabalho no teatro, Marina ganhou o Prêmio Agnes Moorehead por sua atuação em Just in Time: The Judy Holliday Story como Judy Holliday. Squerciati fez sua estréia na Broadway com a adaptação de Ser ou Não Ser de Ernst Lubitschs, sob a direção de Casey Nicholaw, vencedor do Tony Award. Fora da Broadway, sua estreia foi em Manipulação, a Beleza do Pai. Ela também interpretou Kerri Taylor na comédia musical acappella Perfeita Harmonia e no musical Essentials.

### Cinema e televisão
Em 1993, Squerciati apareceu em "O quebra-nozes", dirigido por Emile Ardolino. Seu primeiro filme foi Simplesmente Complicado em 2009. Em 2012, ela apareceu em filmes como Alter Egos e Frances Ha. Marina também estrelou no filme independente Sparks baseado no aclamado quadrinho SPARKS por William Katt.
Já na televisão, sua estreia foi em Law & Order: Criminal Intent em 2009. Depois apareceu como convidada em The Good Wife, Damages, Blue Bloods e Law & Order: SVU. Ela ganhou fama no ano de 2011, em um arco de oito episódios da quinta temporada de Gossip Girl. Em 2013, ela participou da primeira temporada da série The Americans como uma espiã Soviética. 
Em agosto de 2013, foi anunciada para o elenco de Chicago P.D., um spin-off de Chicago Fire. A série teve sua estreia em 8 de janeiro de 2014.

## Filmografia

### Filme
| Ano  | Título                      | Função             |
| ---- | --------------------------- | ------------------ |
| 2017 | Marshall                    | Stella Friedman    |
| 2014 | A Walk Among the Tombstones | Anfitriã           |
| 2013 | Tá Chovendo Hambúrguer 2    | Vozes adicionais   |
| 2013 | Sparks                      | Dawn               |
| 2012 | Frances Ha                  | Garçonete          |
| 2012 | Alter Egos                  | Dr. Sara Bella     |
| 2009 | Simplesmente Complicado     | Melanie            |
| 2006 | Hold (curta)                |                    |
| 1993 | O Quebra-Nozes              | Mouse/Polichinelle |

### Televisão
| Ano           | Título                       | Função              | Nota             |
| ------------- | ---------------------------- | ------------------- | ---------------- |
| 2015          | Chicago Med                  | Oficial Kim Burgess | Convidada        |
| 2015          | Law & Order: SVU             | Oficial Kim Burgess | Convidada        |
| 2014–presente | Chicago Fire                 | Oficial Kim Burgess | Convidada        |
| 2014–presente | Chicago, P. D.               | Oficial Kim Burgess | Elenco principal |
| 2013          | The Americans                | Irina               | Participação     |
| 2011-2012     | Gossip Girl                  | Alessandra Steele   | 8 episódios      |
| 2011          | Law & Order: SVU             | Annie Meyers        | 1 episódio       |
| 2011          | Blue Bloods                  | Cameron Swanson     | Convidada        |
| 2010          | Damages                      | Jovem Anne Connel   | Convidada        |
| 2010          | The Good Wife                | Cheryl Willens      | Convidada        |
| 2009          | Law & Order: Criminal Intent | Betsy Naylor        | 1 episódio       |